# Alby-sur-Chéran
Alby-sur-Chéran este o comună în departamentul Haute-Savoie din sud-estul Franței. În 2009 avea o populație de 2.007 de locuitori.

## Evoluția populației
| An        | 1975 | 1982  | 1990  | 1999  | 2006  | 2009  |
| --------- | ---- | ----- | ----- | ----- | ----- | ----- |
| Populație | 799  | 1.014 | 1.224 | 1.630 | 1.935 | 2.007 |